# Huyssen van Kattendijke

Geslachtswapen (1814)

Huyssen van Kattendijke is een Nederlands geslacht waarvan leden sinds 1814 werden erkend te behoren tot de Nederlandse adel.

## Geschiedenis
De stamreeks begint met Adriaan Huyssen, die schepen en burgemeester was van Goes en in 1575 overleed. Ook zijn nakomelingen waren bestuurders in Zeeland. In 1610 werd zijn kleinzoon Jan Huyssens (1566-1634) door Lodewijk XIII van Frankrijk in 1610 in de adelstand verheven. Bij besluit van koning Jacobus I van Engeland werd hij in 1616 verheven tot eques aureatus. Zijn zoon Johannes Huyssen van Cattendyke werd door keizer Ferdinand III in 1646 benoemd tot baron des H.R.Rijks.
Bij Souverein Besluit van 1814 werd Willem Jacob Huijssen van Kattendijke erkend als edele van Zeeland. In 1827 werd aan zijn zoon, jhr. J.W. Huijssen van Kattendijke de titel van baron verleend bij eerstgeboorte. Een jaar later werd voor hem de titel van ridder gehomologeerd, hetgeen betekent dat alle mannelijke leden, afgezien van het hoofd van het geslacht, de titel van ridder dragen.
Het geslacht is eveneens bekend door de eigendom van de zogenaamde Kattendijke-kroniek, een rond 1591 door een onbekende auteur geschreven kroniek over de geschiedenis van Holland, Zeeland, Friesland en Utrecht waarvan de eerst bekende eigenaar mr. Pieter Hanneman (1544-1593) was; in 1614 verwierf zijn verwant mr. Jan Huyssens, heer van Kattendijke, enz. (1566-1634) de kroniek en het is sindsdien in het geslacht gebleven. De kroniek is vanaf 1997 bestudeerd door een team van wetenschappers, onder wie de schoonmoeder van de eigenaar, en dat resulteerde in de wetenschappelijke uitgave van de kroniek in 2005, voorzien van uitgebreide toelichtingen en een verantwoording van die uitgave.
In 1995 leefden er nog vijf mannelijke telgen, de laatste geboren in 1993.

## Enkele telgen
Adriaan Huyssen (†1575), meekrapfabrikant, schepen en burgemeester van Goes
- mr. Hugo Huyssen (†1587), pensionaris van Rotterdam, secretaris van Goes; trouwde in 1564 met Elisabeth Hanneman (†1574), familielid van mr. Pieter Hanneman (1544-1593), eerst bekende eigenaar van de Kattendijke-kroniek
  - mr. Jan Huyssens, heer van Kattendijke, enz. (1566-1634), secretaris van Goes, gecommitteerde van Zeeland, voorzitter van de Raad van Vlaanderen, gezant naar Frankrijk en Engeland; verwierf in 1614 de Kattendijke-kroniek die sindsdien in de familie is gebleven en over welke kroniek hij aangaf dat het steeds zou moeten overgaan naar de chef de famille en in wiens bezit het in 2016 ook nog was
    - mr. Johannes des H.R.Rijksbaron Huyssen, ridder, heer van Kattendijke, enz. (†1653), onder andere raad, schepen en burgemeester van Middelburg
      - Frederick des H.R.Rijksbaron Huyssen, ridder, heer van Kattendijke, enz. (1636-1679), onder andere raad van Middelburg
        - Hendrick des H.R.Rijksbaron Huyssen, ridder, heer van Kattendijke, enz. (1667-1708), raad, schepen en burgemeester van Middelburg
          - Willem Frederik des H.R.Rijksbaron Huyssen, ridder, heer van Kattendijke, enz. (1692-1720), raad en schepen van Middelburg
            - mr. Alexander Johan Hieronymus des H.R.Rijksbaron Huyssen, ridder, heer van Kattendijke, enz. (1717-1762), raad, schepen en burgemeester van Middelburg
              - jhr. mr. Willem Jacob Huyssen van Kattendijke, heer van Kattendijke, enz. (1758-1826), raad en schepen van Middelburg, lid van de Tweede Kamer der Staten-Generaal
                - mr. Johan Willem baron Huyssen van Kattendijke (1782-1854), minister van Buitenlandse Zaken, minister van Staat, hofmaarschalk, lid van de Eerste Kamer der Staten-Generaal
                  - Johann Maria baron Huyssen van Kattendijke (1810-1869)
                    - Frederik Johan Emanuel baron Huyssen van Kattendijke (1843-1917), luitenant in Pruisische dienst
                      - Maurits Johan Emanuël baron Huyssen van Kattendijke (1876-1961), oprichter in 1951 van de Maurits van Kattendijke Stichting[1]

                  - Willem Johan Cornelis ridder Huyssen van Kattendijke (1816-1866), minister van Marine
                    - Johan Willem Frederik ridder Huyssen van Kattendijke (1844-1903), lid gemeenteraad van 's-Gravenhage
                      - Hendrik Willem Gustaaf Maurits ridder Huyssen van Kattendijke (1879-1949), ambassadeur

                    - Frederik Hendrik ridder Huyssen van Kattendijke (1848-1917)
                      - jkvr. Henriette Suzanne Frederique Huyssen van Kattendijke (1882-1956); trouwde in 1905 mr. Alphert baron Schimmelpenninck van der Oye (1880-1943), burgemeester van Doorn
                      - Gustav Otto Frederik baron Huyssen van Kattendijke (1889-1971)
                        - Hugo baron Huyssen van Kattendijke (1915-1991)
                          - Hugo baron Huyssen van Kattendijke (1948), directeur onderneming, chef de famille en dus eigenaar van de Kattendijke-kroniek die in 2016 in langdurig bruikleen werd afgestaan aan de Nederlands Koninklijke Bibliotheek; trouwde in 1973 met mr. Geertruid Katrientje Frank (1948), dochter van dr. Anna van Westrienen (1917-2012) welke laatste namens de familie Huyssen als toezichthouder optrad voor de wetenschappelijke uitgave van de Kattendijke-kroniek middels deelname aan de Kattendijke-werkgroep (1997-2005)

                        - Henri Willem Karel ridder Huyssen van Kattendijke (1919-1994), burgemeester van Vriezenveen en Tietjerksteradeel
                        - jkvr. May Mathilde Huyssen van Kattendijke (1922-2024]; trouwde in 1947 met mr. Samuel Crommelin (1920-1985), burgemeester

                    - mr. Karel Lodewijk Adriaan Juste ridder Huyssen van Kattendijke (1845-1893), lid van de gemeenteraad van Arnhem